# Gonomyia (Paralipophleps) peracuta peracuta
Gonomyia (Paralipophleps) peracuta peracuta is een ondersoort van de tweevleugelige Gonomyia (Paralipophleps) peracuta uit de familie steltmuggen (Limoniidae). De ondersoort komt voor in het Neotropisch gebied.